# メカイ
メカイとは、東京都の南多摩において伝承されている里山で自生する篠 (アズマネザサ Pleioblastus chino) の表皮を薄く剥がしたものを編み上げる六つ目の籠である。 

## 概要
メカイは江戸時代から製作されてきたもので、漢字で表すと「目寵」（めかご）と表記され、製作者の間では「メケェ」とも呼ばれた。
南多摩のメカイ製作技術の主な特徴は次の3点である。
1. メカイ包丁を使用する
2. 芸術的な完成度は求められていなかったので、訓練すれば皆が作れた
3. 材料の篠を乾燥させずに青いまま使う

2023年3月に東京都無形民俗文化財（民俗技術）に指定された。
保存団体は八王子メカイの会および多摩めかいの会の２つがある。